# كاركيلا
كاركيلا بلدة تقع إدارياً ضمن أوسيما في فنلندا. ويبلغ عدد سكانها 8,969 نسمة حسب تعداد 31 ديسمبر 2015.

## توأمة
لكاركيلا اتفاقيات توأمة مع كل من:
- باد كوتستينغ
- سيريت
- Türi Parish [الإنجليزية]‏
- مارساسكالا
- تريافنا
- Niederanven [الإنجليزية]‏
- زفولن
- سيغولدا
- Sherborne [الإنجليزية]‏
- Sesimbra [الإنجليزية]‏
- هولستيبرو
- Agros, Cyprus [الإنجليزية]‏
- شكوفجا لوكا
- ألتيا
- كوسيغ
- بروزة
- بوندوران
- Prienai Eldership  [لغات أخرى]‏
- Oxelösund [الإنجليزية]‏
- خوينا
- يودنبورغ
- غرانفيل
- ميرسن
- هوفاليز
- بيلاجيو
- سوشيتسا

## أعلام
- كريستوفر جيبسون

## وصلات خارجية
- الموقع الرسمي